# Muonio

Vị trí ở Phần Lan

Muonio (tên trước đây là Muonionniska, tiếng Bắc Sami: Muoná) là một đô thị Phần Lan
Đô thị này nằm ở tỉnh Lapland. Dân số là 2.474 người với diện tích là 2 038,09 km² trong đó 134,32 km² là diện tích mặt nước (2006). Mật độ dân số là 1,2284 người mỗi km².
Các đô thị giáp ranh là Enontekiö, Kittilä, Kolari và ở phía tây là Pajala của Thụy Điển. 
Có một cây cầu chạy qua sông nối với Thụy Điển nằm ở đô thị này.
Muonio là đô thị có mùa tuyết dài nhất ở Phần Lan.
Đây là đô thị chỉ sử dụng tiếng Phần Lan.